# Stazione di Fiume
La stazione di Fiume (in croato Rijeka) è una stazione ferroviaria capolinea delle linee San Pietro del Carso–Fiume e Fiume–Zagabria; serve l'omonima città croata.

## Storia
La stazione fu attivata nel 1873, all'apertura delle due linee ferroviarie; all'epoca costituiva punto di confine fra la rete austriaca e quella ungherese.
Dopo il trattato di Rapallo nel 1924, con l'annessione della città al Regno d'Italia, la stazione divenne confine fra le Ferrovie dello Stato italiane e le JDŽ jugoslave.
Dopo la seconda guerra mondiale la stazione passò alla rete jugoslava, mutando il nome (come la città) in Rijeka. Dal 1991 appartiene alla rete croata (Hrvatske željeznice).